# Listuguj
Listuguj est une réserve autochtone du Gouvernement mi'gmaq de Listuguj située en Gaspésie au Québec (Canada). C'est la plus ancienne des deux réserves Autochtones de la rive sud de la Gaspésie. Jusqu'en 1994, la toponymie officielle de la réserve était Restigouche, après quoi on lui a préféré l'orthographe de Listuguj. La réserve a été assignée exclusivement à la nation en 1853 par le gouvernement du Bas-Canada.
Le territoire traditionnel des membres de la nation Listiguj est appelé district de Gespegewagi. La nation comptait en 2003, 3 152 membres, dont 1 879 vivaient sur la réserve. La totalité des membres maintiennent leurs attaches avec la Listuguj via les moyens de communication modernes et de visites lors d'événements annuels tels la célébration du saumon (Salmon Harvest) en juin, la Sainte-Anne (St. Ann's Day) en juillet et le grand pow wow en août.
Le mot « Listuguj », souvent orthographié « Restigouche » en anglais et « Ristigouche » en français, est à l'origine de plusieurs toponymes régionaux dont la rivière Ristigouche. Listuguj est aussi le nom utilisé pour désigner une des formes traditionnelles d'écriture du micmac qui est utilisé en Gaspésie.

## Histoire

### Pré contact européen
Les premiers Autochtones arrivèrent il y a 10 000 ans, c'étaient les Algonquiens, des chasseurs-cueilleurs. À l'arrivée des Européens, les Mi'gmag étaient semi-nomades, ils maintenaient deux résidences, leurs campements d'hiver, pour se protéger des intempéries et chasser l'anguille, puis en été sur le littoral pour la pêche au saumon, perche, hareng et fruits de mer, de la chasse (orignal, caribou, porc-épic), et même sur des bateaux allant en haute mer pour pêcher loups marins et baleines. Ils vivaient dans des wigwams allongés et des tipis. Les Mi'gmag de Listuguj se tenaient au courant des événements de la nation entière grâce à un système de communication de «coureurs» et avaient un langage écrit rudimentaire.

### Post contact européen
Les premières relations blancs-autochtones furent assez pacifiques, possiblement parce que selon leurs légendes, ils attendaient la venue d'étrangers sur de gros vaisseaux, et donc n'étaient pas surpris de les voir arriver et ont immédiatement été ouverts à faire des affaires avec eux. Les plus grands changements sociaux eurent lieu dans le sud du territoire, entre 1610 et 1680, qui vit la conversion au catholicisme, et la ratification du tout premier traité territorial avec le Vatican.
Une première mission est construite en 1745 desservie par les Capucins. Les réfugiés Acadiens furent les prochains à s'installer dans la région, à la suite de la Déportation des Acadiens de la Nouvelle-Écosse 1755. Les relations avec les Mi'gmag étaient paisibles car les Mi'gmag étaient des alliés de la France. En 1759, après la défaite de Montcalm par James Wolfe sur les plaines d'Abraham, on enjoignit à la France d'envoyer 4 000 soldats et des vivres afin de tenter de reprendre Québec. Mais le 10 avril 1760, ce ne sont que cinq navires marchands et la frégate Le Machault avec 400 soldats qui quittent Bordeaux pour la Nouvelle-France. Seuls le Machault, le Bienfaisant et le Marquis-de-Malauze atteignent le Saint-Laurent le 15 mai et apprennent qu'une flottille anglaise y est, alors ils changent de cap pour se réfugier au fond de la baie des Chaleurs où ils remontent la Restigouche et installent des batteries de tir sur ses rives. À l'été 1760, la communauté de Restigouche comptait quelques familles acadiennes et 150 familles Mi'gmag. Les vivres des 3 voiliers français étaient très appréciés.

#### Bataille de Restigouche
La bataille de Ristigouche fut la dernière de la guerre de Sept Ans entre les Anglais et les Français. La flottille anglaise arriva le 10 juin 1760 avec un navire de soixante-dix canons et deux frégates. Du côté français, trois navires, les batteries de tir sur les rives et une coalition de Mi'gmag et des troupes diverses acadiennes et françaises. L'échange dura plusieurs jours et, le 8 juillet, lorsque le Machault et le Bienfaisant furent trop endommagés, ils furent sabordés afin d'empêcher les Anglais d'avoir les vivres. Ces vivres tant attendues ne parvinrent donc jamais à Québec et la Nouvelle-France capitula le 8 septembre. La nouvelle ne parvint à Restigouche que le 23 octobre et la petite garnison se rendit 6 jours plus tard. C'était la fin du régime français en Amérique du Nord.

## Politique
Tous les membres de la nation, peu importe leur lieu de résidence, participent tous les deux ans à l'élection du chef et des douze conseillers selon les règlements électoraux de la loi sur les Indiens du Canada. La nation Listuguj est alliée aux autres communautés micmaques de la Gaspésie et du Nord du Nouveau-Brunswick dans le but de promouvoir leurs droits ancestraux et l'autogouvernance de leurs territoires traditionnels Gespe'gewa'gi (« la fin des terres »). La nation Listuguj a toujours été un fervent défendeur des droits des Amérindiens au Canada et continue d'avoir des pourparlers avec le gouvernement du Québec sur l'accès aux territoires traditionnels. Les membres de la nation obtinrent le droit de vote au Canada en 1960 à la suite d'un amendement de la loi électorale du Canada,. En 2001, les trois communautés se sont unies pour créer le Secrétariat Mi'gmawei Mawiomi, un grand conseil pour la nation micmaque, avec pour objectif de se donner des services en commun, d'établir des relations économiques surtout pour la pêche et la foresterie et de se préparer aux prochaines négociations territoriales avec le gouvernement.

## Géographie
Le district Mi'gmaq de Gespe'gewa'gi s'étend de la rivière Miramichi jusqu'à la pointe de la péninsule gaspésienne, un territoire portant donc sur les provinces de Québec et du Nouveau-Brunswick. La principale ressource naturelle est le saumon et les autres produits des eaux et des forêts, dont le bois.
À la fois nourriture traditionnelle et animal sacré, le saumon était l'emblème des Indiens de la réserve de Listuguj, ce que vient rappeler une sculpture érigée au Nouveau-Brunswick juste en face des collines boisées où se sont établis les premiers Micmacs du Québec.
Un pont relie Listuguj à Campbellton.

## Démographie
Au XVIIIe siècle, la réserve de Listuguj est scindée et plusieurs groupes de familles partent s'installer ailleurs, soit dans le nord du Nouveau-Brunswick, soit dans l'embouchure de la Cascapédia (où le gouvernement leur octroya par la suite le statut de réserve et près de Gaspé (où ils s'étalèrent largement sans établir de communauté spécifique). Les Mi'gmag de Pointe-Navarre - Gespeg (Gaspé) ont conclu une entente avec le parc national Forillon pour y déménager leur village à pointe-Penouille
| Année | Population |
| ----- | ---------- |
| 2003  | 1879       |
| 2001  | 1442       |
| 1996  | 1296       |
| 1991  | 1134       |
| 1760  | 350        |

| 1991  | 1996  | 2001  | 2006  | 2011  | 2016  | 2021  |
| ----- | ----- | ----- | ----- | ----- | ----- | ----- |
| 1 134 | 1 296 | 1 442 | 1 475 | 1 865 | 1 514 | 1 514 |

## Éducation
Avant l'arrivée des Européens, les Autochtones assuraient leurs propres enseignements. Durant les premiers siècles de colonisation, ils fréquentaient sans grand enthousiasme l'école de missionnaires des Capucins. En 1920, le ministre des Affaires indiennes instaure le système des Day School et à Listuguj, ces cours sont administrés par les sœurs du Saint-Rosaire. Visant à donner sept années d'instruction académique sur la réserve même. La fréquentation augmente lentement au fil des années, surtout grâce à une allocation aux familles dont les étudiants fréquentaient l'école en 1947, puis en 1950, le nombre croissant d'étudiants était suffisant pour justifier la construction d'une nouvelle école. Les cours s'y enseignent également en français et en anglais. En 1960, la création du système de polyvalentes pour les adolescents force les étudiants de Listuguj à fréquenter l'école de Pointe-à-la-Croix. Après l'incendie de 1966, les adolescents ont dû fréquenter l'école secondaire de Campbellton, où ils pouvaient recevoir, outre l'anglais, quelques enseignements en langue mi'gmag. À partir de 1997, un nouveau programme éducatif emmène la construction d'une nouvelle école primaire moderne nommée «Alaqsite’W Gitpu» (Aigle qui va voler).